# Emile Coppieters

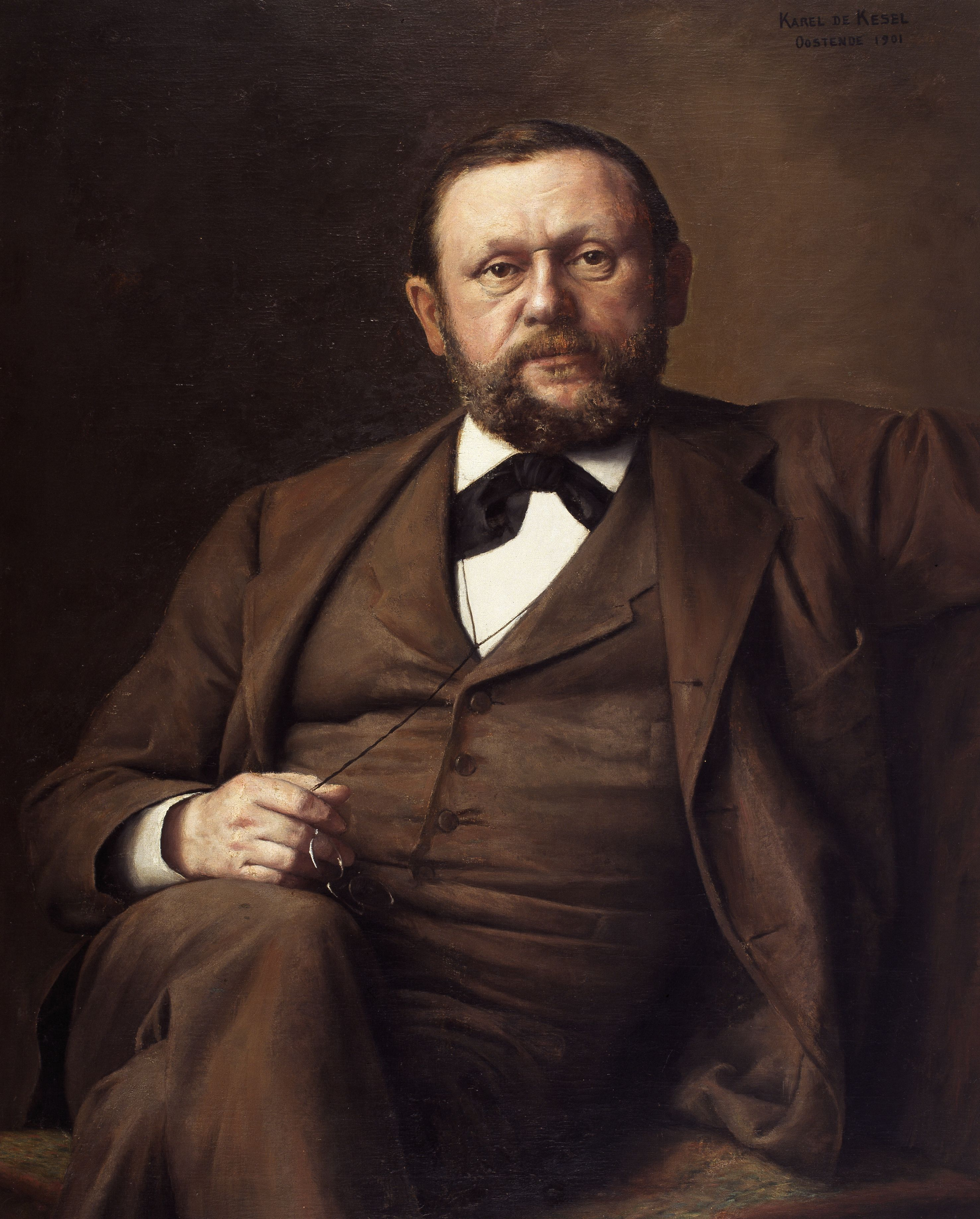
Portret door Karel De Kesel

Emile Louis Coppieters (Gent, 15 december 1849 - aldaar, 15 september 1922) was een Belgisch senator.

## Levensloop
Coppieters was een zoon van aannemer Pierre Coppieters en van Emilie Vanden Berghe. Hij trouwde met Marie-Pauline Goetgeluck. Na het overlijden van zijn vader nam Emile Coppieters de familiezaak over, die gespecialiseerd was in openbare werken en grondwerken. Onder leiding van Coppieters diversifieerde het bedrijf zijn activiteiten en ging het zich ook bezighouden met baggerwerkzaamheden voor kanalen en havenbekkens. Tussen 1890 en de Eerste Wereldoorlog nam het bedrijf deel aan allerlei baggerwerken in de belangrijkste havens van België. In Oostende werkte hij met drie andere aannemers acht jaar lang aan de uitbreiding van de haven. Hij beheerde ook een aantal bouwplaatsen voor de aanleg van het binnenvaartnetwerk van deze haven. Coppieters werd tevens belast met de bouw van installaties van de Haven van Brussel door de N.V. Zeekanaal in 1910-1912, de aanleg van de haven in Charleroi en de sluis aan de Vlaamsepoort. Ook verkreeg de zaak meerdere contracten in Centraal-Europa.
Na de oorlog werd hij, vanwege zijn kennis betreffende het bouwvak, benoemd tot Hoog Commissaris voor de Verwoeste Gewesten en trad hierbij op als technisch raadgever voor minister Edward Anseele. Het gedeelte dat hem werd toegewezen was de kust van Oostende tot in De Panne. Hij zorgde voor een spoedig herstel van de haven van Nieuwpoort en het heropbouwen van de verwoeste stad Nieuwpoort. Deze functie leidde ertoe dat Coppieters tevens opgenomen werd in de Hoge Raad voor Oorlogsslachtoffers.
In de jaren 1870 engageerde Coppieters zich in de politiek. Hij frequenteerde progressief-liberale kringen in Gent, waar hij zich liet opmerken als een onverzettelijke voorstander van het algemeen stemrecht. De onenigheid binnen de Gentse liberalen en de bewondering die hij had voor de socialistische volkstribuun Edward Anseele zetten Coppieters ertoe aan om zich in 1894 aan te sluiten tot de Belgische Werkliedenpartij. Voor deze partij was hij van 1896 tot aan zijn overlijden in 1922 gemeenteraadslid van Gent, waar hij in 1916 in opvolging van de gedeporteerde Jean-Baptiste Lampens schepen van Openbare Werken werd. Van 1918 tot 1922 was hij schepen van Financiën, nadat zijn voorganger Edward Anseele minister was geworden. In deze laatste functie leidde de Coppieters de sanering van de openbare financiën van de stad in goede banen.
In 1908 was hij verkozen tot socialistische senator voor het arrondissement Luik, mandaat dat hij uitoefende tot in 1919. Bij de eerste naoorlogse wetgevende verkiezingen dat jaar werd hij senator voor het arrondissement Gent en bleef dit tot aan zijn dood. In de Senaat, waar hij van 1921 tot 1922 de socialistische Senaatsfractie leidde, gold hij als specialist rond openbare werken, het rivieren- en kanaalstelsel en maritieme zaken.
In 1910 stichtte Coppieters in samenwerking met de Samenwerkende Maatschappij Vooruit de katoenspinnerij Vereenigde Spinnerijen en Weverijen in Gent, waarvan hij de enige eigenaar werd. Een deel van het kapitaal dat dit hem opleverde investeerde Coppieters in de in 1913 opgerichte Bank van de Arbeid, waarvan hij tot aan zijn overlijden in 1922 beheerder en vanaf 1921 ondervoorzitter was. Daarnaast was hij vanaf 1902 lid en van 1908 tot 1918 ondervoorzitter van de Gentse Kamer van Koophandel en was hij van 1910 tot 1913 lid van de Commissie die de organisatie van de Wereldtentoonstelling in Gent in 1913 op poten moest zetten.
Als amateur-kunstcriticus wijdde Coppieters een groot deel van zijn tijd aan mecenaat en het verzamelen van klassieke en moderne schilderijen. Vanaf 1909 was hij lid van de directie voor de Koninklijke Academie voor Schone Kunsten in Gent. Ook verzorgde hij bijdragen in de kranten La Flandre Libérale, Le Peuple en Vooruit.
Emile Coppieters overleed onverwacht in september 1922, terwijl hij nog in volle activiteit was. Hij werd 72 jaar.

## Publicaties
- Discours parlementaires (1908-1914), Gent, 1915
- Guerre et démographie, Gent, 1919
- Le bassin de l'Yser. Documentation scientifique, historique, administrative, Gent, 1920
- L'eau potable au bassin de l'Yser, Gent, 1921